# Pariquera-Açu
Pariquera-Açu är en kommun i Brasilien.   Den ligger i delstaten São Paulo, i den södra delen av landet, 1 000 km söder om huvudstaden Brasília. Antalet invånare är 18 453. Arean är 360 kvadratkilometer.
Terrängen i Pariquera-Açu är platt åt nordost, men åt sydväst är den kuperad.
Följande samhällen finns i Pariquera-Açu:
- Pariquera Açu

I omgivningarna runt Pariquera-Açu växer i huvudsak städsegrön lövskog. Runt Pariquera-Açu är det glesbefolkat, med 14 invånare per kvadratkilometer.